# Frank Sullivan (jégkorongozó 1898)
Francis Gerald „Frank” Sullivan (Kanada, Ontario, Toronto, 1898. július 26. – Kanada, Ontario, Toronto, 1989. január 8.) olimpiai bajnok kanadai jégkorongozó.
Részt vett az 1928-as téli olimpián, mint a kanadai válogatott bal szélsője. A kanadaiaknak nem kell csoportkört játszaniuk, hanem egyből a négyes döntőből indultak. A támadók összesen 38 gólt ütöttek 3 mérkőzésen és 1-et sem kaptak. Svájcot 13–0-ra, a briteket 14–0-ra, végül a svédeket 11–0-ra verték és így olimpiai bajnokok lettek. Ez az olimpia világbajnokságnak is számított, ezért világbajnokok is lettek. 3 mérkőzésen játszott és 2 gólt ütött. Mind a kettőt a svédeknek.
Ez a kanadai válogatott valójában egy egyetemi csapat volt, a University of Toronto csapata, amely amatőr, egyetemi hallgatókból állt. 1927-ben megnyerték az Allan-kupát, amiért a kanadai senior amatőr csapatok versengenek. Ezzel a győzelemmel kiérdemelték a helyet az olimpián. Ő nem volt a csapat eredeti tagja, hanem testvére, Joseph Albert Sullivan akarta, hogy játszhasson az edző, Conn Smythe akarata ellenére.
1920-ban és 1921-ben megnyerte az Allan-kupát a University of Toronto csapatával. Később az egyetemi csapat edzőjeként országos bajnokságot nyertek 1932-ben.
Fiatalon még a kanadai futball-ligában is játszott a Toronto Argonautsban és 1921-ben valamint 1924-ben megnyerték a Grey-kupát.
Fia, Peter Sullivan profi játékos lett és 126 mérkőzésen lépett jégre a National Hockey League-es Winnipeg Jetsben.